# Alysa Liu
Alysa Liu (* 8. August 2005 in Clovis, Kalifornien) ist eine US-amerikanische Eiskunstläuferin, die im Einzellauf startet. Sie ist die Weltmeisterin des Jahres 2025. In den Jahren 2019 und 2020 wurde sie US-amerikanische Meisterin im Eiskunstlaufen. Liu ist die erste US-amerikanische Frau, die erfolgreich einen vierfachen Sprung im Wettbewerb gezeigt hat.

## Persönliches
Alysa Liu wuchs als ältestes von fünf Kindern bei ihrem Vater Arthur Liu auf. Arthur Liu war 1989 als politischer Flüchtling aus China in die USA ausgewandert. Noch Jahre später wurde er von der chinesischen Regierung beobachtet. Vor Alysa Lius Reise zu den Olympischen Spielen in Beijing gab es Medienberichten zufolge Versuche der chinesischen Regierung, ihre Familie einzuschüchtern. Ihr Vater entschied sich, ihr die Teilnahme zu ermöglichen, nachdem die US-amerikanische Regierung ihr besonderen Schutz zugesichert hatte.
Liu studiert Psychologie an der UCLA.

## Karriere

### Bei den Junioren
Liu wurde im Jahr 2018 US-amerikanische Junioren-Meisterin. International trat sie bis zur Saison 2020/21 bei den Junioren an. Beim Grand-Prix-Finale der Junioren 2019 gewann sie die Silbermedaille, wobei sie in der Kür einen vierfachen Lutz zeigte. Bei den Eiskunstlauf-Juniorenweltmeisterschaften 2020 gewann Liu die Bronzemedaille.

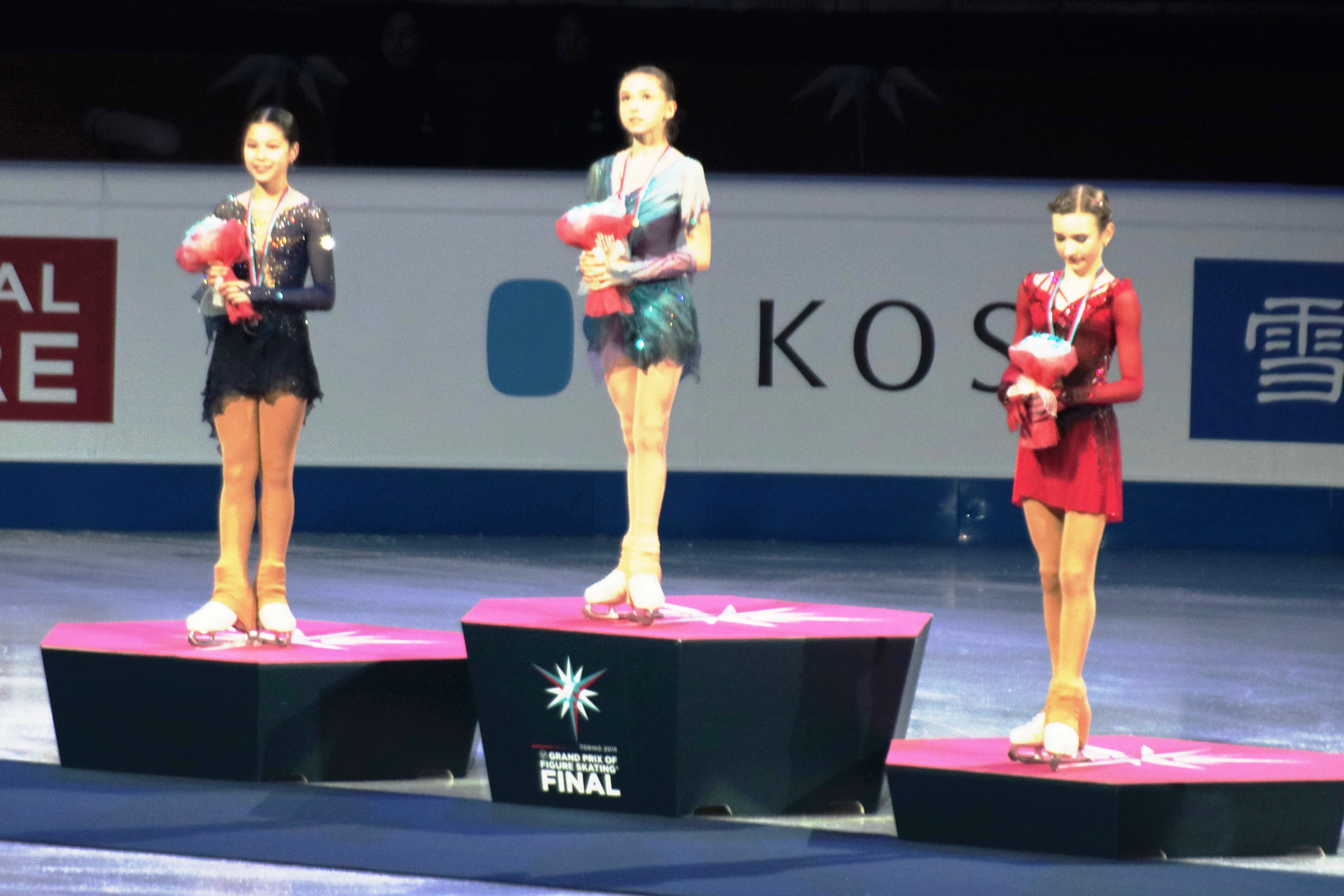
Liu (links) bei der Siegerehrung des Grand-Prix-Finales der Junioren 2019 in Turin

### Bei den Erwachsenen
Auf nationaler Ebene trat Liu bereits ab der Saison 2018/19 bei den Erwachsenen an. Sie wurde 2019 im Alter von dreizehn Jahren US-amerikanische Meisterin im Eiskunstlauf, wobei sie im Kurzprogramm einen und in der Kür zwei dreifache Axel zeigte. Damit war sie die Jüngste, die diesen Titel gewann; sie löste die Rekordhalterin Tara Lipinski ab, die den Titel mit 14 Jahren erreicht hatte. Im Jahr 2020 wurde Liu erneut nationale Meisterin.
Bei der Lombardia Trophy 2021, ihrem Debüt bei der ISU-Challenger-Serie, gewann sie die Goldmedaille mit einer Gesamtpunktzahl von 219,24 Punkten – der Bestleistung ihrer gesamten Karriere. Durch ihren Sieg bei der Nebelhorn-Trophy 2021 sicherte sie einen weiteren Startplatz für die Vereinigten Staaten bei den Olympischen Winterspielen 2022. Dort belegte sie den achten Platz mit ihrem Kurzprogramm zu Musik aus dem Ballett Don Quixote von Léon Minkus, choreografiert von Massimo Scali. Ihre Kür lief Liu zum Violinkonzert D-Dur op. 35 von Tschaikowski. Sie stand in der Kür alle Sprünge, darunter zwei Dreifach-dreifach-Kombinationen. Ihr erster Sprung, ein geplanter dreifacher Axel, wurde wegen unzureichender Rotation jedoch stark abgewertet. Nach Platz sieben in der Kür wurde Liu im Gesamtergebnis Siebte. Sie trat zum Abschluss der Spiele zum Song Loco von Itzy in der Gala auf. Die Einladung in die Gala kam für Liu überraschend, weshalb sie kein Programm vorbereitet hatte. Der amerikanische Eistänzer Jean-Luc Baker entwickelte in kürzester Zeit für sie eine Choreografie, Madison Hubbell und Madison Chock kümmerten sich um ihr Outfit; die für Spanien antretende Eistänzerin Olivia Smart lieh ihr das Kleid, das sie in ihrem Rhythmustanz getragen hatte.
Bei den Weltmeisterschaften 2022 in Montpellier erreichte Liu im Kurzprogramm den 5. und in der Kür den 3. Platz und gewann damit die Bronzemedaille hinter der Japanerin Kaori Sakamoto und der Belgierin Loena Hendrickx.
Im April 2022, im Alter von 16 Jahren und nach einem Jahr in internationalen Wettbewerben der Erwachsenen, gab Liu das Ende ihrer Wettbewerbskarriere bekannt. Sie habe ihre Ziele im Eiskunstlauf erreicht und wolle sich jetzt anderen Lebenszielen zuwenden.
Zur Saison 2024/25 verkündete Liu, wieder im Wettbewerb antreten zu wollen. Sie habe eine neue Freude am Eiskunstlauf gefunden, die sie vor ihrem Rückzug nicht mehr verspürt hatte, und freue sich auf den Wettbewerb. Sie trainiert wie auch früher schon bei Phillip DiGuglielmo und Massimo Scali. Bei ihrem ersten Auftritt der Saison, der Budapest Trophy, belegte sie mit einer Punktzahl von 192,77 den 1. Platz. Sie erhielt zwei Einladungen in die Grand-Prix-Serie zu Skate Canada und der NHK Trophy.

## Ergebnisse
| Meisterschaft / Jahr                    | 2019    | 2020    | 2021    | 2022    | 2025    |
| --------------------------------------- | ------- | ------- | ------- | ------- | ------- |
| Olympische Winterspiele                 |         |         |         | 7.      |         |
| Weltmeisterschaften                     |         |         |         | 3.      | 1.      |
| Vier-Kontinente-Meisterschaften         |         |         |         |         | 4.      |
| US-amerikanische Meisterschaften        | 1.      | 1.      | 4.      |         | 2.      |
| Wettbewerb / Saison                     | 2018/19 | 2019/20 | 2020/21 | 2021/22 | 2024/25 |
| GP NHK Trophy                           |         |         |         | 4.      |         |
| GP Skate Canada                         |         |         |         | 5.      |         |
| CS Nebelhorn Trophy                     |         |         |         | 1.      |         |
| CS Lombardia Trophy                     |         |         |         | 1.      |         |
| CS Budapest Trophy                      |         |         |         |         | 1.      |
| GP = Grand Prix; CS = Challenger Series |         |         |         |         |         |